# Palinologia
Palinologia (gr.  palýnein ‘przyprószyć’, ‘sypać’, λόγος logos ‘nauka’) – dział botaniki, której przedmiotem badań jest pyłek roślin nasiennych, zarodniki mszaków, paprotników i grzybów oraz niektóre inne obiekty, określane łączną nazwą palinomorf. Głównymi celami palinologii są: 
- ustalenie taksonomii palinomorf oraz, o ile to możliwe, ich powiązań z roślinami macierzystymi;
- ustalenie wieku osadów na podstawie zawartych w nich palinomorf (palinostratygrafia);
- odtwarzanie historii szaty roślinnej w minionych okresach geologicznych (m.in. analiza pyłkowa)[2].

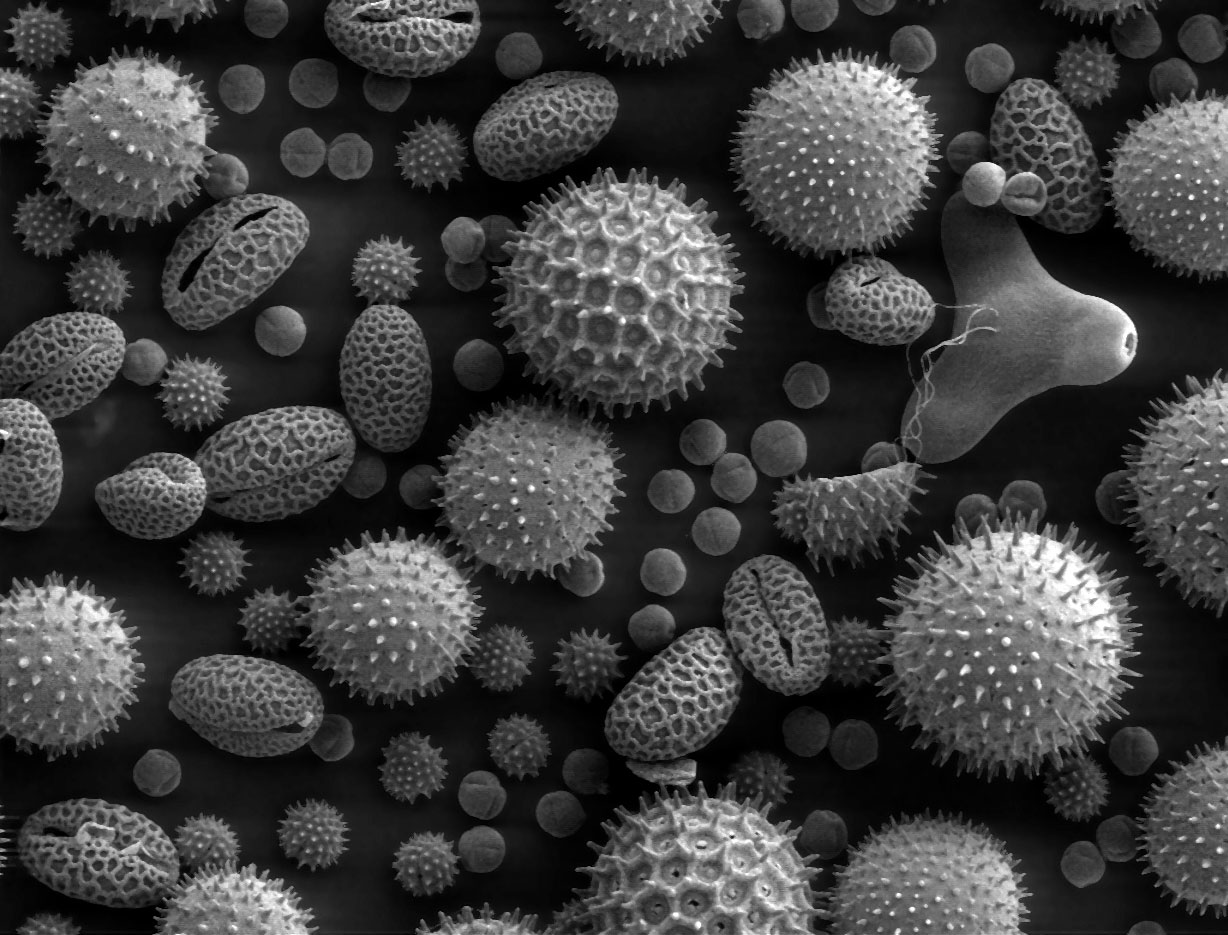
Mieszanina ziaren pyłku różnych gatunków roślin

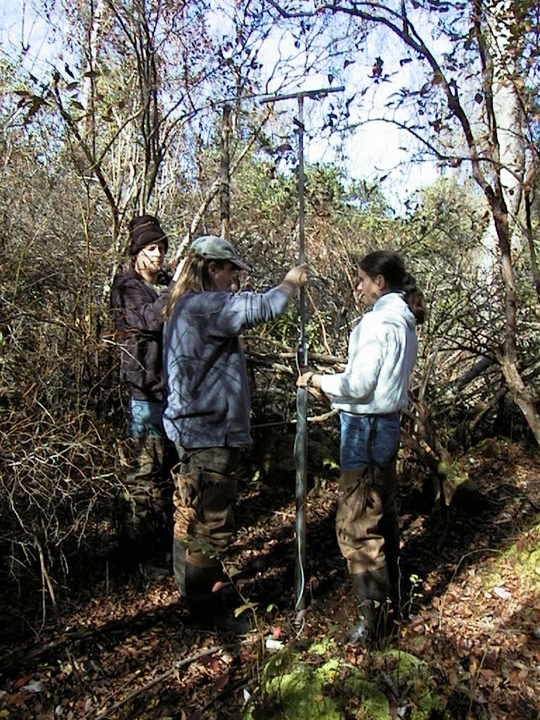
Pobieranie próbki do badań palinologicznych

## Podstawy

### Przedmiot badań palinologii
Zbiorczą nazwą palinomorf (palinomorfa, ang. palynomorph) obejmuje się:
- ziarna pyłku (łac., ang. pollen);
- zarodniki (łac. sporae, ang. spores);
- dinocysty (stadia przetrwalnikowe bruzdnic);
- akritarchy;
- chitinozoa;
- różne mikroskopijne obiekty, określane nieformalną nazwą non-pollen palynomorphs (NPP), m.in. szczątki sinic, grzybów czy ameb opancerzonych[3].

Można przyjąć, że wielkość palinomorf mieści się w przedziale 5–500 μm.

### Odporność palinomorf na zniszczenie
Ziarna pyłku i zarodniki są bardzo odporne na zniszczenie – posiadają niezmiernie twardą ścianę komórkową, której część zewnętrzna, zwana egzyną, zbudowana jest z bardzo odpornej substancji – sporopoleniny, dzięki czemu mogą przetrwać w osadzie setki milionów lat. Laboratoryjne próby dowiodły, że nie ulegają one zniszczeniu nawet przy ogrzaniu do 300 °C oraz przy traktowaniu stężonymi kwasami. W skałach osadowych ziarna pyłku świetnie zachowują się jako mikroskamieniałości.

### Metody badań
Szczególny nacisk kładziony jest na dokładne poznanie struktury i rzeźby (skulptury) ściany palinomorf, którą bada się przy użyciu mikroskopii optycznej i elektronowej. 

## Dziedziny palinologii

### Aeropalinologia
Nauka zajmująca się badaniem pyłku zawartego w powietrzu.

### Jatropalinologia(palinologia medyczna)
Zajmuje się badaniem chorób wywoływanych przez pyłek roślin.

### Kopropalinologia
Zajmuje się rekonstrukcją składu pożywienia na podstawie śladów pyłku pozostałego w kale.

### Melisopalinologia
Zajmuje się badaniem pyłku zawartego w miodzie.

### Paleopalinologiai palinostratygrafia
Zajmuje się badaniem pyłku kopalnego. Opiera się ona na analizie jakościowej i ilościowej pyłku i zarodników zachowanych w osadach kopalnych. Palinomorfy są dobrymi narzędziami biostratygraficznymi, pozwalającymi na ustalanie wieku względnego skał osadowych. Co więcej, jest to jedno z nielicznych narzędzi, pozwalających na ustalanie wieku osadów lądowych. Dział biostratygrafii, opierający się na palinomorfach, nosi nazwę palinostratygrafii.
Dla osadów młodszych (przede wszystkim czwartorzędowych) określa się gatunek (rodzaj lub rodzinę) ziaren pyłku, występujących w osadzie oraz ich liczebność, które następnie w standaryzowany sposób nanosi się na profil litostratygraficzny, tworząc diagramy pyłkowe. Pozwala to na datowanie osadów; po ustaleniu składu gatunkowego zbiorowisk roślinnych można rozpoznać warunki klimatyczne i hydrologiczne, jakie panowały w środowisku tworzenia się osadu zawierającego pyłek.

### Palinologia kryminalistyczna
W badaniach palinologii kryminalistycznej wykonuje się przede wszystkim analizę pyłku osadzonego na odzieży w celu określenia miejsca lub czasu zetknięcia osoby z roślinnością. Dla kryminalistyki największe znaczenie ma zaś fakt, iż ziarna lub zarodniki danej rośliny mają swój specyficzny wygląd, pozwalający na ich identyfikację. Możliwe jest np. określenie przybliżonej pory roku pochówku ciała, jeśli znamy terminy pylenia poszczególnych gatunków.

## Historia dziedziny
Pierwsze obserwacje pyłku roślin pod mikroskopem miały miejsce już w XVII wieku. Jako formalny początek paleopalinologii i analizy sporowo-pyłkowej przyjmuje się rok 1916, datę przedstawienia wyników badań nad torfami holoceńskimi przez Lennarta von Posta.
Dyskusja o najlepszej nazwie dla stosunkowo nowej dyscypliny naukowej trwała od 1943 na łamach czasopisma poświęconego analizie pyłkowej "Pollen Analysis Circular". W 1944 H.A. Hyde i D.A. Williams wybrali określenie "palinologia", które się ostatecznie przyjęło. 
Wśród wybitnych palinologów można wymienić m.in. Roberta Potoniégo, Alfreda Eisenacka, Georges'a Deflandre'a, i Jana Mullera. W Polsce badania palinologiczne prowadzono między innymi nad osadami karbońskimi: Jan Zerndt należał do światowych pionierów badań nad megasporami z węgla kamiennego. Intensywnie badano również osady neogeńskie i czwartorzędowe.

## Podręczniki w języku polskim
- Sonia Dybova-Jachowicz & Anna Sadowska (red.), Palinologia (2003)[1]
- Knut Faegri & Johs. Iversen, Podręcznik analizy pyłkowej (1978)[5]